# مؤسسة التواصل
مؤسسة التواصل هي مؤسسة داخل المجتمع تربط الشعب بالحكومة أو بالسلطة المركزية. وهذه المؤسسات هي: الانتخابات والأحزاب السياسية ومجموعات المصالح ووسائل الإعلام.

## التطور
يتم تشكيل الحكومة باعتبارها بديلاً شرعيًا للعنف. وتقوم هذه الحكومات بإنشاء مؤسسات صناعة السياسات لوضع القواعد التي يتم بها تقييد الصراعات داخل المجتمع. وغالبًا ما تنتخب الحكومات الديمقراطية هيئة تشريعية. وتختار الأنظمة الملكية محكّمًا واحدًا. وتشكل الطبقات الأرستقراطية هيئة مميزة من الأفراد. وتضع كل سلطة من السلطات المركزية هيكلاً مؤسسيًا وتوفر الوسائل اللازمة لوضع السياسات. ويحتاج التغيير الاجتماعي الحيوي أحيانًا إلى قواعد داخل المجتمع حتى يتم هذا التغيير. توفر مؤسسات التواصل وسائل الاتصال بين هؤلاء الأفراد داخل المجتمع والسلطة المركزية.
تؤدي الاستبعادات السياسية والاتجاهات نحو حكم الأقلية داخل المجتمعات إلى «فشل التواصل». وتتسبب هذه الأحداث في حدوث الخلافات داخل المجتمع وتكون بمثابة الدوافع للاحتجاجات الاجتماعية والتمرد.

### قائمة المصادر
- Jenkins، J. Craig؛ Klandermans، Bert (1995)، The politics of social protest: comparative perspectives on states and social movements، University of Minnesota Press، ISBN:978-0-8166-2422-5، مؤرشف من الأصل في 2020-01-24